# Life as We Do Not Know It
Life as We Do Not Know It (lett. "La vita come non la conosciamo") è un saggio scientifico del paleontologo Peter Ward edito negli Stati Uniti nel 2005. Tratta della possibilità dell'esistenza di vita su altri pianeti al di fuori della terra, e di ciò che potrebbe presentarsi come tale, concludendo che, per lo più, la vita extraterrestre sussisterebbe fondamentalmente in forma microbica.

## Temi trattati
Ward propone un nuovo dominio degli esseri viventi chiamato Terroa, per racchiudere le forme di vita sulla Terra basate sul trasporto dell'informazione ereditaria a cura del DNA; altro dominio, Ribosa includerebbe forme basate su RNA, come accade peraltro con i retrovirus.
Altre possibili forme di vita sarebbero quelle basate su proteine, utilizzate però al posto del DNA per immagazzinare e propagare l'informazione genetica, sull'ammoniaca che sostituirebbe l'acqua in determinate condizioni, sugli acidi, sulla chimica del silicio, mentre Ward rifiuta la possibilità di organismi basata su altro al di fuori della chimica, come forme di energia o plasma.
Questo libro tratta anche dell'ipotesi della panspermia e se i virus e i prioni possano essere considerati strettamente vita.

## Edizioni
- Peter Ward, Life as We Do Not Know It: The NASA Search for (and Synthesis of) Alien Life, New York, Penguin Books, 2005, ISBN 0-670-03458-4.